# Alps de l'Stubai
Els Alps de l'Stubai (en alemany: Stubaier Alpen; en italià: Alpi dello Stubai) són una serralada dels Alps centrals de l'est. Rep el nom de la vall de l'Stubai, que es troba a l'est d'aquestes muntanyes. Està situada al sud-oest d'Innsbruck (Àustria) i diversos cims de la serralada formen part de la frontera austríaca amb Itàlia. La serralada queda limitada per la vall del riu Inn al nord; la vall del riu Sill (Wipptal) i el pas del Brenner a l'est (que la separa dels Alps de Zillertal); l'Ötztal i el Timmelsjoch a l'oest (que la separen dels Alps d'Ötztal); i al sud pels afluents dels rius Passer i Eisack.

## Classificació
Segons la SOIUSA, els Alps de l'Stubai són una subsecció alpina amb la següent classificació:
- Gran part: Alps orientals
- Gran sector: Alps centrals de l'est
- Secció: Alps Rètics orientals
- Subsecció: Alps de l'Stubai
- Codi: II/A-16.II

## Cims
Els 10 cims més alts dels Alps de l'Stubai són:
- Zuckerhütl (3.507 m)
- Schrankogel (3.497 m)
- Pfaffenschneide, (3.489 m)
- Ruderhofspitze (3.473 m)
- Sonklarspitze (3.467 m)
- Wilder Pfaff (3.458 m)
- Wilder Freiger (3.419 m)
- Ruderhofspitze (3.473 m)
- Sonklarspitze (3.467 m)
- Wilder Pfaff (3.458 m)
- Wilder Freiger (3.419 m)
- Östliche Seespitze (3.416 m)
- Schrandele (3.393 m)
- Hohes Eis (3.388 m)

Altres pics destacats:
- Habicht (3.277 m)
- Serles (2.717 m)
- Saile o Nockspitze (2.404 m)